# Pearl Jam Twenty
Pearl Jam Twenty — третій збірник пісень американської рок-групи Pearl Jam, який вийшов 19 вересня 2011 року.

## Треклист
1. Release — 4:46
2. Alive — 4:47
3. Garden — 6:08
4. Why Go — 3:22
5. Black — 5:39
6. Blood — 3:15
7. Last Exit — 2:46
8. Not for You — 6:19
9. Do the Evolution — 3:42
10. Thumbing My Way — 4:22
11. Crown of Thorns — 6:45
12. Let Me Sleep (Christmas Time) — 2:15
13. Walk with Me — 4:10
14. Just Breathe — 3:39
15. Say Hello 2 Heaven — 7:04
16. Times of Trouble — 4:13
17. Acoustic #1 — 2:49
18. It Ain't Like That — 1:27
19. Need to Know — 1:52
20. Be Like Wind — 1:53
21. Given to Fly — 2:42
22. Nothing as It Seems — 4:41
23. Nothing as It Seems — 5:42
24. Indifference — 5:02
25. Of the Girl — 5:06
26. Faithfull — 4:26
27. Bu$hleaguer — 4:49
28. Better Man — 6:49
29. Rearviewmirror — 7:12